# San Valentino Torio
San Valentino Torio è un comune italiano di 10 930 abitanti della provincia di Salerno in Campania.

## Geografia fisica

### Territorio
Il territorio comunale, totalmente pianeggiante, comprende una piccola parte dell'Agro Nocerino Sarnese, al confine con la Città metropolitana di Napoli. Il comune confina a nord con Sarno, a sud con San Marzano sul Sarno, Pagani, Nocera Inferiore, ad ovest con Striano (NA), Poggiomarino (NA) e Scafati.
I principali corsi d'acqua del comune sono il fiume Sarno, il Rio San Marino e il Canale Fosso Imperatore.
- Classificazione sismica: zona 2 (sismicità media), Ordinanza PCM. 3274 del 20/03/2003.

## Storia

### Preistoria
La parte sud orientale della pianura campana presenta le prime tracce di presenza umana tra il IX e il VI secolo a.C., epoca a cui risalgono numerose necropoli con circa 1.400 tombe a fossa, attribuite alla popolazione dei Sarrastri. La valle del Sarno infatti era abitata dai Sarrastri sotto la dominazione dei Greci e degli Etruschi, mentre a partire dal 421 a.C. il territorio fu invaso dai Sanniti. Successivamente gran parte della popolazione si trasferì nei nuovi centri di Nuceria, Pompei e Stabia, tutti appartenenti al territorio della valle del Sarno.

### Dall'800 agli anni 1000
La prima menzione di San Valentino risale ad un documento dell'868, conservato nel Codex Diplomaticus Cavensis dell'abbazia della Santissima Trinità di Cava de' Tirreni, nel quale la località è menzionata come Balentino. Nel 987 l'atto di fitto di un terreno menziona la località tuttora esistente di Cesina.

### Dal 1200 al 1800
Il territorio di San Valentino ebbe diversi feudatari, a partire dal primo attestato nel 1269, Bertrando del Balzo, che i Registri angioini citano come possessore dei casali di San Valentino e di Casatori. Il territorio fu in possesso di diverse famiglie fino a giungere nel 1459 ai Capece Minutolo (famiglia napoletana), che lo mantennero fino all'abolizione dei diritti feudali nel XIX secolo.
Il villaggio Balentino fu università autonoma alla metà del XVI secolo, cambiando la denominazione in Castello di Valentino. La comunità fu in conflitto con il feudatario, Giovan Battista Capece Minutolo (morto nel 1586). Il primo sindaco dell'università di cui si conosce il nome fu Francesco Martorelli (1599-1600).
La località venne per la prima volta citata con il toponimo odierno di San Valentino in un atto del 1681. Alla fine del secolo Francesco Capece Minutolo ottenne il titolo di duca di San Valentino.

### 1806-1863: Comune del Regno delle Due Sicilie
Dopo l'abolizione dei diritti feudali nel 1806, l'università di San Valentino divenne comune del Regno delle Due Sicilie nel 1809. Alcuni abitanti del paese presero parte ai moti carbonari del 1820

### Dall'Unità d'Italia ad oggi
Nel 1863, dopo il passaggio al Regno d'Italia, San Valentino assunse la denominazione attuale: divenne, cioè, San Valentino Torio. L'aggiunta della parola "Torio" venne sancita per regio decreto (RDL del 22 gennaio 1863) su proposta del consiglio comunale per distinguere il comune dalla città abruzzese di San Valentino in Abruzzo Citeriore.
Alla fine del XIX secolo il comune di San Valentino partecipò finanziariamente alla costruzione della ferrovia Circumvesuviana e tra la fine del 1899 e l'inizio del 1900 fu approvato il progetto della nuova stazione di San Valentino, inaugurata nel 1904.
Nel 1936 grazie all'allora vescovo della Diocesi Sarno-Cava, il mons. Pasquale dell'Isola, la città di San Valentino Torio detiene alcune reliquie del Santo Patrono degli Innamorati, ed è a partire da questa data che San Valentino viene proclamato Santo Patrono del Comune di San Valentino Torio.

## Monumenti e luoghi d'interesse

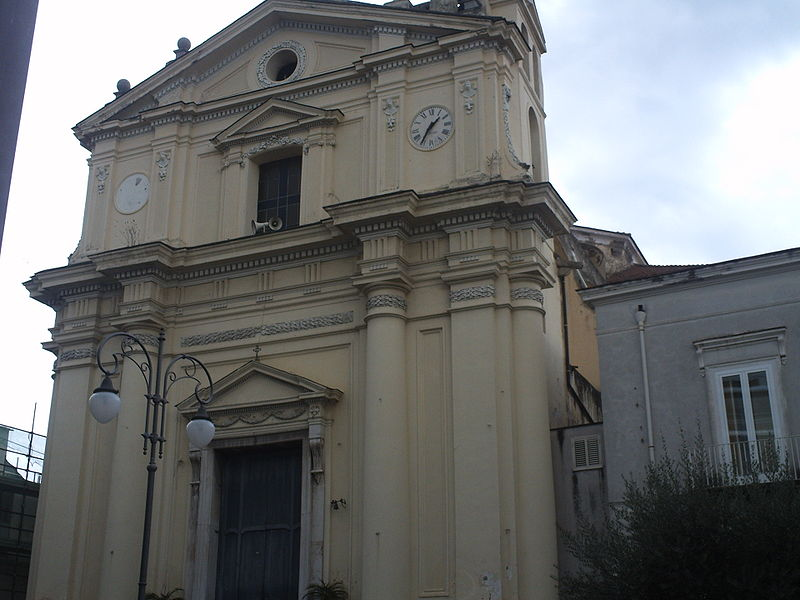
La Chiesa di San Giacomo Maggiore

- Chiesa di San Giacomo Maggiore (1700 circa), principale edificio religioso del paese, venne realizzato sul terreno di una preesistente chiesa originaria del 1511 ed abbattuta a seguito di un accordo fra il governo locale dell'epoca, del feudatario e della diocesi di Sarno[7]. Essa fu realizzata lontano dall'abitato di San Valentino, in una zona detta "Starza di San Giacomo" e fu concepita a tre navate, disposte nel senso est-ovest, con tre ingressi che guardavano verso il paese e, cioè, verso occidente. All'interno di essa è presente il "Trittico di S.Giacomo" (olio su tavola), opera del pittore Andrea Sabatini, che risale agli inizi del secondo decennio del XVI secolo (intorno al 1520). La splendida gradinata in blocchi di piperno, disposti a coda di pavone, davanti alla Chiesa, venne eretta tra il 1804 e il 1813.
- Chiesa della Consolazione[8]
- Chiesa Santa Maria delle Grazie (XVII secolo)
- Torre orologiaia
- Palazzo Formosa

## Società

### Evoluzione demografica
Il grafico sottostante riporta l'evoluzione demografica del Comune di San Valentino Torio (compresi i territori di Casatori e Sciulia).
Abitanti censiti

### Lingue e dialetti

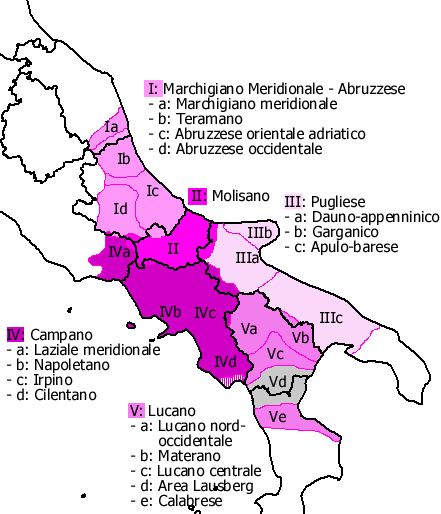
Mappa dei dialetti meridionali italiani; il territorio di San Valentino Torio è incluso nell'ambito dei dialetti campani.

Il vernacolo parlato dagli abitanti di San Valentino Torio mostra molte affinità con il napoletano, distinguendosi dalla parlata del capoluogo provinciale Salerno per alcune sottigliezze come l'uso di articoli determinativi differenti, che risultano essere gli stessi utilizzati a Napoli:
- "Il" e "Lo" nel vernacolo valentinese, come in quello napoletano, diventano 'O (es.: o scarrafone, tradotto: "lo scarafaggio", oppure o pummarulino, tradotto: "il pomodorino"), mentre nella parlata salernitana diventano "'U" ('u pummarulino, 'u scarrafone);
- "Gli", "I" e "Le" nel vernacolo valentinese, come in quello napoletano, diventano "'E" (es.: e percoche, tradotto: "le pesche", e puparuole, tradotto: "i peperoni"), mentre nella parlata salernitana diventano "'I" ('i percoche, 'i puparuole...).

## Cultura

### Cucina
A San Valentino Torio è possibile trovare ogni genere di prodotto agroalimentare della Campania, come ad esempio la mozzarella di bufala, il babà, la pizza napoletana, la pastiera, la sfogliatella, 'O pere e 'o musso. È possibile trovare anche prodotti a diffusione limitata in alcune aree specifiche della Campania, come:
- 'A purpetta e pastenaca, un particolare tipo di polpetta, con una ricetta particolare, la cui caratteristica principale risiede nella presenza delle "pastenache" (carote) messe al posto della carne.
- Cipollotto Nocerino, particolare tipo di cipolla a marchio DOP diffuso nell'Agro nocerino sarnese;
- Pomodoro San Marzano, pomodoro lungo (a forma di lampadina) di origine protetta diffuso in alcune aree del salernitano e del napoletano.

## Geografia antropica

### Frazioni
San Valentino Torio, come recita lo statuto comunale, ha due frazioni: Casatori e Sciulia.

## Economia
L'economia del paese si basa sulla sua produzione agricola (ortaggi e pomodoro San Marzano), che viene esportata in tutto il territorio. Esistono anche realtà industriali di conserve di pomodoro.

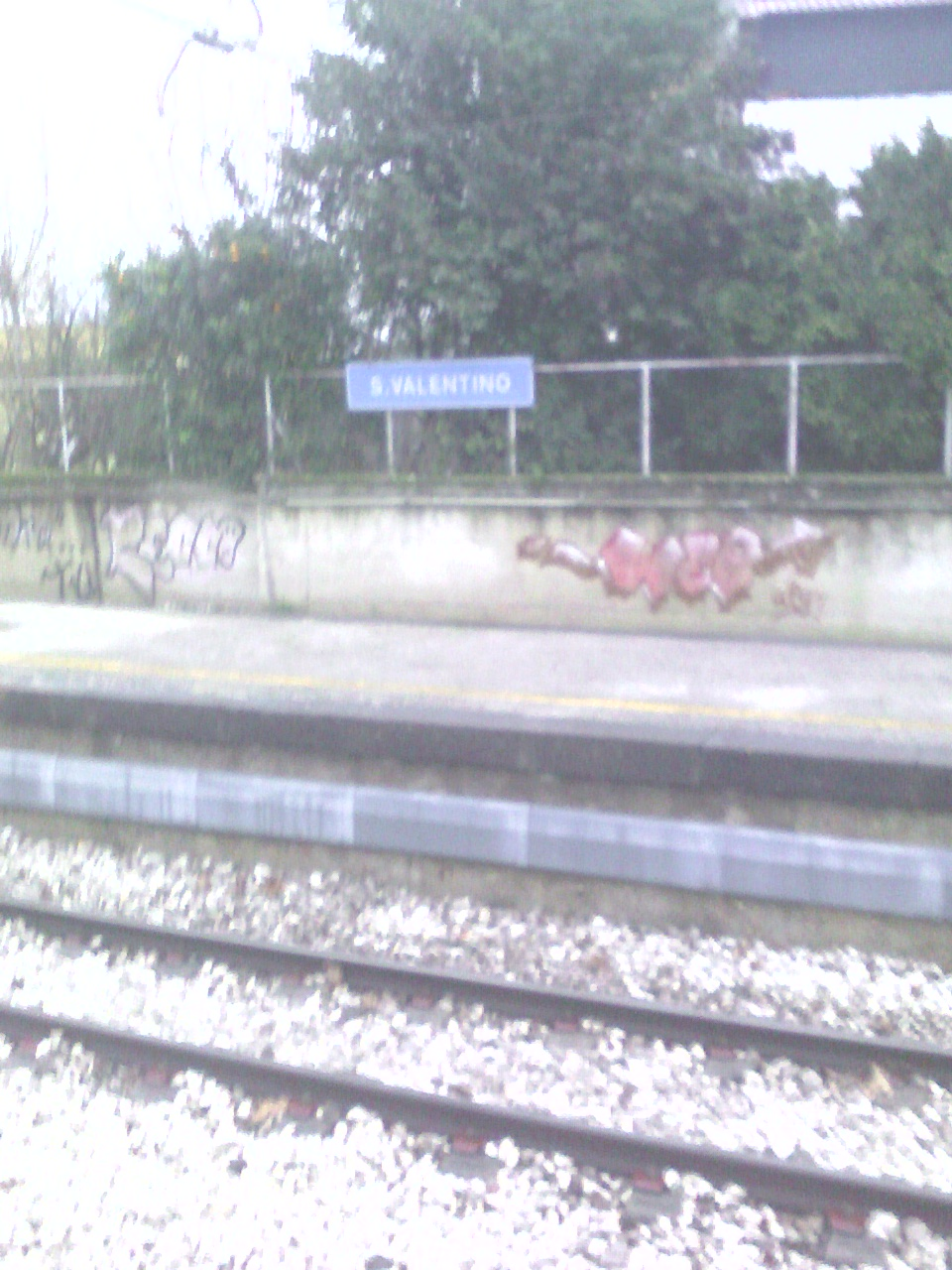
Una parte della stazione di San Valentino Torio

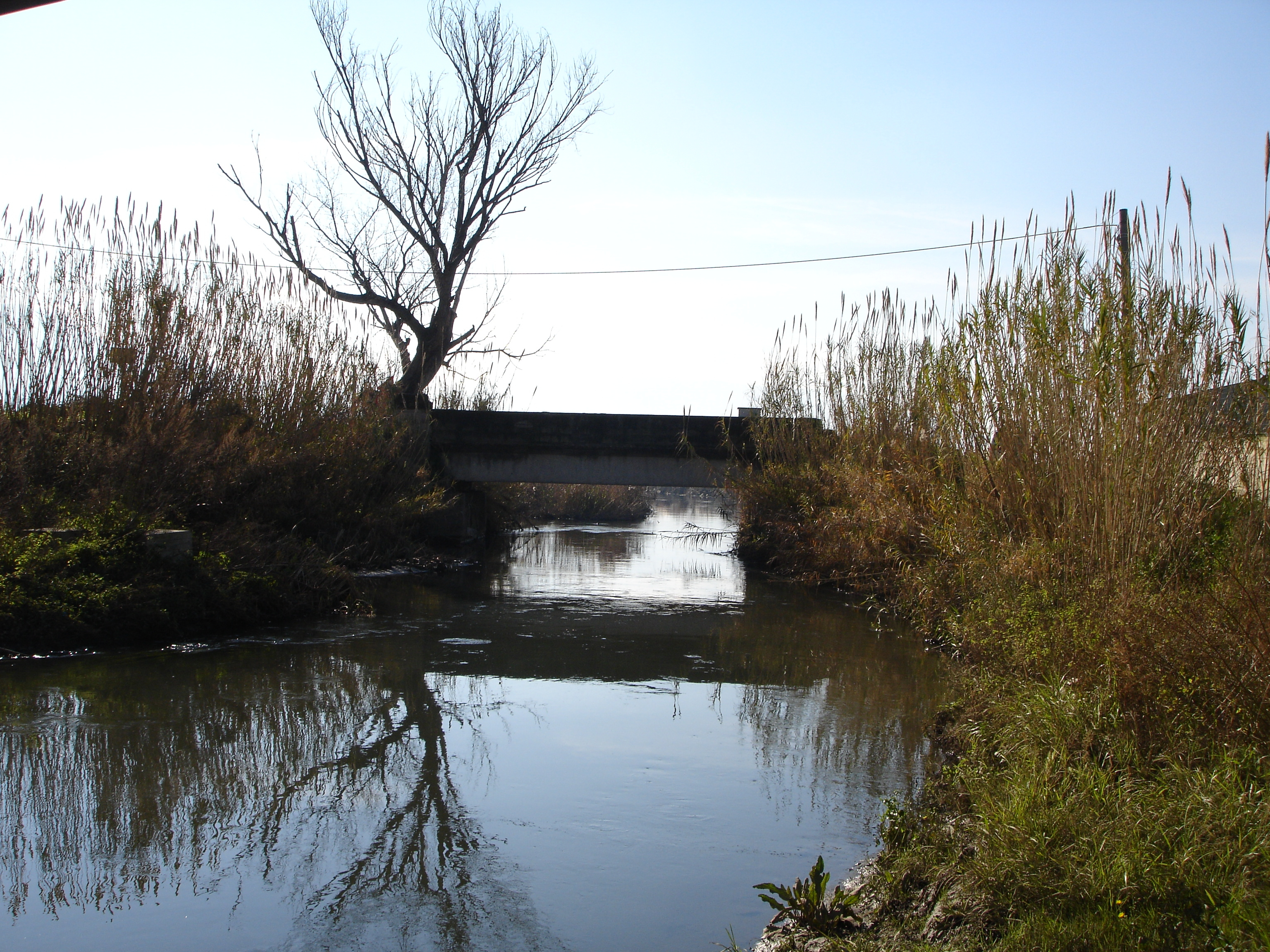
Il ponte sul fiume Sarno

## Infrastrutture e trasporti
San Valentino si trova a metà strada tra Salerno e Napoli, e per tale motivo è coperto sia dalla rete ferroviaria della Circumvesuviana che consente di raggiungere buona parte delle città della confinante città metropolitana di Napoli, sia dalla linee del servizio autobus della rete CSTP, la quale permette di raggiungere alcuni territori dell'agro nocerino sarnese come Sarno, San Marzano, Pagani, la Stazione di Nocera Inferiore e l'Università degli Studi di Salerno. Dalle fermate di Pagani e Nocera è possibile inoltre usufruire di ulteriori linee CSTP per raggiungere altri luoghi del salernitano. La stazione di San Valentino Torio è stata inaugurata nel 1904, ed è composta da due binari situati sulla linea principale Napoli-Ottaviano-Sarno. Questa stazione consente di raggiungere Napoli.

### Principali arterie stradali
- Strada Regionale 367/a Innesto SS 18-S.Marzano-S.Valentino Torio.
- Strada Provinciale 6 Nocera Inferiore-Sarno.
- Strada Provinciale 102 San Valentino Torio-Casatori.
- Strada Provinciale 152 S.Valentino Torio-confine di Striano.
- Strada Provinciale 298 Casatori-Ponte Migliaro.

## Amministrazione

### Sindaci Particolari dell'Università
Sindaci durante il periodo del Viceregno
| Titolo      | Nome            | Cognome    | dal  | al   |
| ----------- | --------------- | ---------- | ---- | ---- |
|             | Francesco       | MARTORELLI | 1599 | 1600 |
|             | Giovanni        | CAROTENUTO | 1600 | 1601 |
|             | Cesare          | RODA       | 1601 | 1602 |
|             | Marsilio        | STRIANESE  | 1602 | 1603 |
|             | Prospero        | D'ANGELO   | 1603 | 1604 |
|             | Prospero        | D'ANGELO   | 1604 | 1605 |
| notar       | Aniello         | BENEVENTO  | 1605 | 1606 |
|             | Marsilio        | STRIANESE  | 1607 | 1608 |
|             | Pompeo          | LAUDISIO   | 1615 | 1616 |
|             | Gio.Battista    | RODA       | 1616 | 1617 |
|             | Domenico        | STRIANESE  | 1618 | 1619 |
|             | Vincenzo        | CAROTENUTO | 1621 | 1622 |
|             | Pietro Ant.     | BENEVENTO  | 1622 | 1623 |
|             | Vincenzo        | CAROTENUTO | 1624 | 1625 |
| notar       | Vincenzo Andrea | PERRINO    | 1625 | 1626 |
|             | Alferio Muzio   | PAGANO     | 1629 | 1630 |
|             | Francesco       | MIGLIARO   | 1652 | 1653 |
|             | Carmine         | DE MELA    | 1655 | 1656 |
|             | Gio.Pietro      | LAUDISIO   | 1684 | 1685 |
|             | Agostino        | DANIELE    | 1693 | 1694 |
|             | Agostino        | DANIELE    | 1695 | 1696 |
|             | Carmine         | VISCARDI   | 1696 | 1697 |
|             | Ventura         | DE SIANO   | 1700 | 1701 |
|             | Felice          | FRIGENTI   | 1701 | 1702 |
| dott.fisico | Giuseppe        | VISCARDI   | 1702 | 1703 |
|             | Agostino        | DANIELE    | 1703 | 1704 |
|             | Gaetano         | BENEVENTO  | 1704 | 1705 |
|             | Domenico        | MARTORELLI | 1705 | 1706 |
|             | Domenico        | VISCARDI   | 1706 | 1707 |
|             | Domenico        | VISCARDI   | 1707 | 1708 |
|             | Agostino        | DANIELE    | 1708 | 1709 |
|             | Nicola          | SIANI      | 1713 | 1714 |
|             | Giuseppe        | GIUDICE    | 1714 | 1715 |
| dott.fisico | Nicola          | VISCARDI   | 1715 | 1716 |
| dott.fisico | Nicola          | VISCARDI   | 1716 | 1717 |
|             | Leone           | SIANI      | 1717 | 1718 |
|             | Gaetano         | BENEVENTO  | 1718 | 1719 |
| notar       | Francesco       | PACELLO    | 1719 | 1720 |
|             | Nicola          | SIANI      | 1720 | 1721 |
|             | Nicola          | DANIELE    | 1723 | 1724 |
|             | Nicola          | VISCARDI   | 1726 | 1727 |
|             | Antonio         | BENEVENTO  | 1727 | 1728 |
|             | Nicola          | FIERRO     | 1730 | 1731 |
|             | Felice          | STRIANESE  | 1731 | 1732 |

Sindaci durante il Regno delle Due Sicilie
| Titolo      | Nome         | Cognome    | dal   | al   |
| ----------- | ------------ | ---------- | ----- | ---- |
|             | Francesco    | D'AMBROSIO | 1734  | 1735 |
|             | Aniello      | D'AMBROSIO | 1737  | 1738 |
| dott.fisico | Felice       | STRIANESE  | 1738  | 1739 |
|             | Francesco    | D'AMBROSIO | 1740  | 1741 |
| dott.fisico | Nicola       | SARNO      | 1741  | 1742 |
|             | Michele      | VASTOLA    | 1743  | 1744 |
|             | Nicola       | FIERRO     | 1744  | 1745 |
|             | Luca Antonio | CARO       | 1747  | 1748 |
|             | Francesco    | VISCARDI   | 1751  | 1752 |
|             | Francesco    | RODI       | 1753  | 1754 |
|             | Nicola       | ADINOLFI   | 1755  | 1756 |
|             | Nicola       | ADINOLFI   | 1756  | 1757 |
|             | Carmine      | PACELLO    | 17657 | 1758 |
|             | Alessandro   | MURA       | 1758  | 1759 |
|             | Lorenzo      | D'AMBROSIO | 1759  | 1760 |
| dott.fisico | Daniele      | SIANI      | 1760  | 1761 |
|             | Carmine      | MIGLIARO   | 1761  | 1762 |
|             | Rochisio     | BENEVENTO  | 1762  | 1763 |
| dott.fis.   | Andrea       | D'AMBROSIO | 1765  | 1766 |
| dott.fisico | Daniele      | SIANI      | 1766  | 1767 |
| dott.fisico | Giuseppe     | SIANI      | 1767  | 1768 |
|             | Alessandro   | MURA       | 1768  | 1769 |
|             | Francesco    | FORMOSA    | 1769  | 1770 |
|             | Pompeo       | RUGGIERO   | 1771  | 1772 |
|             | Rochisio     | BENEVENTO  | 1772  | 1773 |
| dott.fisico | Giuseppe     | SIANI      | 1773  | 1774 |
|             | Alessandro   | MURA       | 1774  | 1775 |
|             | Francesco    | FORMOSA    | 1775  | 1776 |
|             | Francesco    | SARNO      | 1776  | 1777 |
|             | Francesco    | D'AMBROSI  | 1777  | 1778 |
|             | Domenico     | MARTORELLI | 1778  | 1779 |
| dott.fisico | Daniele      | SIANI      | 1779  | 1780 |
| notar       | Giulio       | D'AMBROSI  | 1780  | 1781 |
|             | Giuseppe     | D'AMBROSI  | 1781  | 1782 |
|             | Sebastiano   | VASTOLA    | 1790  | 1791 |
|             | Saverio      | MARTORELLI | 1799  | 1800 |
|             | Saverio      | MARTORELLI | 1800  | 1801 |
| notar       | Giuseppe     | FRIGENTI   | 1801  | 1802 |
|             | Cosmo        | ADINOLFI   | 1802  | 1803 |
|             | Francesco    | D'AMBRIOSI | 1803  | 1807 |
|             | Domenico     | ADINOLFI   | 1807  | 1808 |

### Sindaci del comune
Sindaci durante il Regno delle Due Sicilie
| N. | Titolo | Nome       | Cognome    | dal        | al         |                |
| -- | ------ | ---------- | ---------- | ---------- | ---------- | -------------- |
| 1  |        | Aniello    | SARNO      | 01.01.1809 | 31.12.1809 |                |
| 2  |        | Domenico   | ADINOLFI   | 01.01.1810 | 31.12.1810 |                |
| 3  |        | Pasquale   | SIANI      | 01.01.1811 | 31.12.1813 |                |
| 4  |        | Cosmo      | SIANI      | 01.01.1814 | 31.12.1818 |                |
| 5  |        | Francesco  | SIANI      | 01.01.1819 | 31.12.1822 |                |
| 6  |        | Giuseppe   | D'AMBROSI  | 01.01.1823 | 31.12.1828 |                |
| 7  |        | Giovanni   | MARTORELLI | 01.01.1829 | 31.12.1831 |                |
| 8  |        | Andrea     | D'AMBROSI  | 01.01.1832 | 31.12.1837 |                |
| 9  |        | Costantino | DE MARINIS | 01.01.1838 | 30.11.1838 |                |
| 10 |        | Aniello    | QUADRINO   | 01.12.1838 | 31.12.1839 | 2° Eletto f.f. |
| 11 |        | Bernardo   | D'AMBROSIO | 01.01.1840 | 31.12.1843 |                |
| 12 |        | Angelo     | CORVINO    | 01.01.1844 | 31.12.1846 |                |
| 13 |        | Ignazio    | LAMBERTI   | 01.01.1847 | 31.12.1847 |                |
| 14 |        | Andrea     | D'AMBROSI  | 01.01.1848 | 31.12.1849 |                |
| 15 |        | Francesco  | ADINOLFI   | 01.01.1850 | 31.12.1855 |                |
| 16 | notar  | Valentino  | RUGGIERO   | 01.01.1856 | 15.09.1859 |                |
| 17 |        | Luigi      | FRIGENTI   | 16.09.1859 | 15.09.1860 |                |

Sindaci durante il Regno d'Italia
| N. | Titolo | Nome            | Cognome         | dal        | al         | note                    |
| -- | ------ | --------------- | --------------- | ---------- | ---------- | ----------------------- |
| 19 |        | Sabato          | VERGATI         | 28.09.1860 | 20.09.1861 |                         |
| 20 |        | Giuseppe        | ADINOLFI        | 24.09.1861 | 15.05.1864 |                         |
| 21 |        | Vincenzo        | ADINOLFI        | 16.05.1864 | 13.06.1864 | Delegato Straordinario  |
| 22 |        | Camillo         | GHERSI          | 18.07.1864 | 21.01.1865 | Delegato Straordinario  |
| 23 |        | Antonio         | QUADRINO        | 21.01.1865 | 31.10.1868 |                         |
| 24 |        | Francesco       | FORMOSA         | 31.10.1868 | 19.02.1870 |                         |
| 25 |        | Luigi           | DE MARINIS      | 20.02.1870 | 23.05.1870 | Delegato Straordinario  |
| 26 |        | Francesco       | FORMOSA         | 24.05.1870 | 31.08.1883 |                         |
| 27 | dott.  | Carlo           | FRIGENTI        | 19.10.1883 | 22.01.1888 |                         |
| 28 | duca   | Giovan Battista | CAPECE MINUTOLO | 23.01.1888 | 20.08.1889 | (per morte)             |
| 29 |        | Valentino       | FORMOSA         | 12.02.1890 | 11.11.1892 |                         |
| 30 |        | Giovan Domenico | FORMOSA         | 01.01.1893 | 19.01.1894 |                         |
| 31 |        | Valentino       | FORMOSA         | 20.01.1894 | 27.10.1898 | (per morte)             |
| 32 |        | Giovanni        | D'AMBROSIO      | 30.11.1898 | 20.12.1899 |                         |
| 33 | avv.   | Giovan Domenico | FORMOSA         | 21.12.1899 | 26.05.1924 |                         |
| 34 | gen.   | Raffaele        | BASSO           | 27.05.1924 | 21.05.1925 | Commissario Prefettizio |
| 35 | avv.   | Giovan Domenico | FORMOSA         | 21.05.1925 | 23.09.1926 |                         |

Podestà
| N. | Titolo  | Nome            | Cognome    | dal        | al         |                         |
| -- | ------- | --------------- | ---------- | ---------- | ---------- | ----------------------- |
| 36 | avv.    | Giovan Domenico | FORMOSA    | 23.09.1926 | 30.07.1929 |                         |
| 37 | cap.    | Alfredo         | BOCCALI    | 01.09.1929 | 11.04.1930 | Commissario Prefettizio |
| 38 |         | Valentino       | FORMOSA    | 11.04.1930 | 14.06.1937 |                         |
| 39 |         | Emilio          | FORMOSA    | 07.07.1937 | 20.09.1937 | Commissario Prefettizio |
| 40 |         | Valentino       | FORMOSA    | 02.10.1937 | 11.07.1938 |                         |
| 41 |         | Salvatore       | MIRANDA    | 15.07.1938 | 30.08.1938 | Commissario Prefettizio |
| 42 |         | Valentino       | FORMOSA    | 03.09.1938 | 17.10.1939 |                         |
| 43 |         | Giuseppe        | FESTA      | 27.10.1939 | 10.05.1940 | Commissario Prefettizio |
| 44 | ing.    | Felice          | FRANCHOMME | 20.05.1940 | 24.01.1942 | Commissario Prefettizio |
| 45 | ing.    | Felice          | FRANCHOMME | 25.01.1942 | 03.06.1943 |                         |
| 46 | dott.   | Antonio         | MANCINI    | 19.06.1943 | 18.07.1943 | Commissario Prefettizio |
| 47 | mar.llo | Luigi           | BARBUTO    | 28.07.1943 | 03.08.1943 | Commissario Prefettizio |
| 48 | dott.   | Giovanni        | DARA       | 06.08.1943 | 24.08.1943 | Commissario Prefettizio |
| 49 | ing.    | Felice          | FRANCHOMME | 25.08.1943 | 03.12.1943 |                         |
| 50 |         | Ludovico        | PERLETTA   | 21.12.1943 | 12.08.1944 | Commissario Prefettizio |
| 51 | dott.   | Gabriele        | SANTORO    | 14.09.1944 | 02.12.1944 | Commissario Prefettizio |
| 52 |         | Giuseppe        | LONGOBARDI | 06.12.1944 | 27.10.1946 | Sindaco Straordinario   |

Sindaci durante la Repubblica
| N. | Titolo | Nome     | Cognome     | dal        | al         | note                    |
| -- | ------ | -------- | ----------- | ---------- | ---------- | ----------------------- |
| 53 |        | Giuseppe | LONGOBARDI  | 27.10.1946 | 09.12.1964 |                         |
| 54 | avv.   | Pietro   | RUGGIERO    | 09.12.1964 | 15.09.1975 |                         |
| 55 | avv.   | Federico | FRIGENTI    | 15.09.1975 | 22.04.1977 |                         |
| 56 | avv.   | Vincenzo | SORIENTE    | 22.04.1977 | 06.11.1978 |                         |
| 57 | dott.  | Antonio  | ADDONIZIO   | 07.11.1978 | 20.06.1979 | Commissario Prefettizio |
| 58 | rag.   | Mariano  | STRIANESE   | 21.06.1979 | 27.01.1980 |                         |
| 59 | dott.  | Mario    | D'AMBROSI   | 28.01.1980 | 26.09.1980 | Commissario Prefettizio |
| 60 | rag.   | Mariano  | STRIANESE   | 27.09.1980 | 11.07.1984 |                         |
| 61 | dott.  | Vincenzo | D'ANTUONO   | 12.07.1984 | 11.02.1985 | Commissario Prefettizio |
| 62 | rag.   | Mariano  | STRIANESE   | 12.02.1985 | 12.07.1990 |                         |
| 63 | dott.  | Angelo   | VASTOLA     | 13.07.1990 | 26.12.1990 |                         |
| 64 | dott.  | Umberto  | POSTIGLIONE | 27.12.1990 | 28.06.1991 | Commissario Prefettizio |
| 65 | rag.   | Mariano  | STRIANESE   | 29.06.1991 | 18.05.1992 |                         |
| 66 |        | Carmine  | LOMONTE     | 19.05.1992 | 03.01.1993 |                         |
| 67 |        | Michele  | MANCUSI     | 04.01.1993 | 30.05.1993 |                         |
| 68 | ing.   | Alberto  | ESPOSITO    | 31.05.1993 | 06.08.1995 |                         |
| 69 | dott.  | Nicola   | CARBONE     | 07.08.1995 | 09.06.1996 |                         |
| 70 | prof.  | Giuseppe | CORAZZIERE  | 10.06.1996 | 29.04.2004 |                         |
| 71 | dott.  | Vincenzo | AMENDOLA    | 30.04.2004 | 16.04.2005 | Commissario Prefettizio |
| 72 | dott.  | Felice   | LUMINELLO   | 17.04.2005 | 01/06/2015 |                         |
| 73 | ing.   | Michele  | STRIANESE   | 02/06/2015 |            |                         |

### Altre informazioni amministrative
La gestione del ciclo dell'acqua è affidato all'ATO 3 Sarnese Vesuviano.
Il 31 ottobre 2018, il sindaco ing. Michele Strianese viene eletto presidente della provincia di Salerno, con oltre il 70% dei voti.

## Sport
La cittadina di San Valentino Torio conta alcune società sportive dilettantistiche come:
- ASD San Valentino 1975, società calcistica fondata nel 1975, i suoi colori sociali sono il giallo e il rosso. Nella stagione 2024-2025 milita nel campionato di Promozione Campania - Girone D, disputando le gare casalinghe nello "Stadio Comunale Giovanni Vastola".
- Atletico San Valentino Torio, fondata nel 2017, i cui colori sociali sono il bianco, il rosso e il blu. Milita nel campionato di Seconda Categoria Campania - Girone F, disputando le gare casalinghe nello "Stadio Comunale Giovanni Vastola".
- Toria Scuola Calcio, società calcistica impegnata nell'attività di scuola calcio, fondata nel 2008; i suoi colori sociali sono il rosso e il blu, e sullo stemma è disegnata una leonessa.
- Shirai Club San Valentino, società dilettantistica a carattere polisportivo, la cui sezione principale è il karate, disciplina in cui alcuni sportivi locali hanno ottenuto diverse volte il titolo di Campione d'Italia (specialità kumite).